# Vilém Goppold von Lobsdorf
Vilém Goppold von Lobsdorf (25 marzo 1869 – Praga, 15 giugno 1943) è stato uno schermidore boemo, vincitore di due medaglie di bronzo nella scherma ai giochi olimpici.
È il padre di Karel Goppold von Lobsdorfu e di Vilém Goppold von Lobsdorfu jr..

## Palmarès
| Anno | Manifestazione | Sede   | Evento               | Risultato | Note |
| ---- | -------------- | ------ | -------------------- | --------- | ---- |
| 1908 | Olimpiadi      | Londra | Sciabola individuale | Bronzo    |      |
| 1908 | Olimpiadi      | Londra | Sciabola a squadre   | Bronzo    |      |